# Berry Kroeger
Walker Berry Kroeger (* 16. Oktober 1912 in San Antonio, Texas; † 4. Januar 1991 in Los Angeles, Kalifornien) war ein US-amerikanischer Schauspieler.

## Leben
Walker Berry Kroeger begann im Alter von 21 Jahren seine Schauspielkarriere beim Radio. 1943 debütierte er mit dem Stück  The World's Full of Girls am Broadway. Obwohl er bereits 1941 eine kleine Rolle in dem Spielfilm Tom, Dick und Harry hatte, begann seine Filmkarriere erst Ende der 1940er Jahre mit Filmen wie Akt der Gewalt, Schrei der Großstadt und Die Stadt der rauhen Männer.
Am 4. Januar 1991 verstarb Kroeger im Alter von 78 Jahren an Nierenversagen im Cedars Sinai Medical Center. Er hinterließ seine Frau Mary Agnes Kroeger. Bereits einige Jahre zuvor musste er die Schauspielerei wegen gesundheitlicher Probleme aufgeben.

## Filmografie (Auswahl)

### Film
- 1941: Tom, Dick und Harry (Tom Dick and Harry)
- 1948: Akt der Gewalt (Act of Violence)
- 1948: Schrei der Großstadt (Cry of the City)
- 1949: Die Stadt der rauhen Männer (Fighting Man of the Plains)
- 1949: Seemannslos (Down to the Sea in Ships)
- 1949: Graf Cagliostro (Black Magic)
- 1949: Todesfalle von Chikago (Chicago Deadline)
- 1950: Gefährliche Leidenschaft (Gun Crazy)
- 1951: Das Schwert von Monte Christo (The Sword of Monte Cristo)
- 1955: Der gelbe Strom (Blood Alley)
- 1960: Sieben Diebe (Seven Thieves)
- 1960: Das Buch Ruth (The Story of Ruth)
- 1961: Atlantis, der verlorene Kontinent (Atlantis, the Lost Continent)
- 1962: Hitler
- 1964: 2071: Mutan-Bestien gegen Roboter (The Time Travelers)
- 1964: Ein Mann kam nach New York (Youngblood Hawke)
- 1966: Die Schreckenskammer (Chamber of Horrors)
- 1969: Das Wachsfigurenkabinett des Grauens (Nightmare in Wax)
- 1971: Der Mann mit den zwei Köpfen (The Incredible 2-Headed Transplant)
- 1974: Frankenstein Junior (Young Frankenstein)
- 1975: The Man in the Glass Booth
- 1977: Des Teufels Saat (Demon Seed)

### Serie
- 1949–1952: Studio One (acht Folgen)
- 1951–1952: Lights Out (drei Folgen)
- 1958–1964: Perry Mason (sieben Folgen)
- 1960–1962: Hawaiian Eye (zwei Folgen)